# Szymon Kiełbasa
Szymon Kiełbasa (ur. 16 listopada 1989 w Tarnowie) – polski żużlowiec.
Licencję żużlową zdobył 12 września 2006 w Tarnowie. 

## Kariera klubowa
Liga polska
- Unia Tarnów (2006–2010)
- Kolejarz Rawicz (2011–2012)
- KSM Krosno (od 2013)

## Sukcesy sportowe
- Trzykrotny finalista turniejów o "Srebrny Kask" (Rzeszów 2008 – X miejsce, Częstochowa 2009 – VI miejsce, Bydgoszcz 2010 – X miejsce)
- Dwukrotny półfinalista indywidualnych mistrzostw świata juniorów (Miszkolc 2009 – XII miejsce, Landshut 2010 – XIV miejsce)
- Dwukrotny finalista indywidualnych mistrzostw Europy (Tarnów 2010 – XVI miejsce, 2012 – XV miejsce)
- Finalista młodzieżowych indywidualnych mistrzostw Polski (Toruń 2010 – XIII miejsce)
- Finalista młodzieżowych drużynowych mistrzostw Polski (Łódź 2010 – VII miejsce)
- Finalista mistrzostw Polski par klubowych (Toruń 2010 – V miejsce)
- Finalista młodzieżowych mistrzostw Polski par klubowych (Gorzów Wielkopolski 2010 – VII miejsce)
- Finalista indywidualnych mistrzostw Polski (Leszno 2011 – XV miejsce)
- Finalista mistrzostw Europy par (Równe 2012 – IV miejsce)